# میاندراریوو
میاندراریوو (به لاتین: Miandrarivo) یک منطقهٔ مسکونی در ماداگاسکار است که در ناحیه فاراتسیهو واقع شده‌است. میاندراریوو ۲۷٬۰۰۰ نفر جمعیت دارد و ۱٬۴۱۹ متر بالاتر از سطح دریا واقع شده‌است.